# Teufen (Appenzell Ausserrhoden)
Teufen (gsw. Tüüfe) – gmina (niem. Einwohnergemeinde) w Szwajcarii, w kantonie Appenzell Ausserrhoden. 31 grudnia 2014 liczyła 6112 mieszkańców. Do 1995 należała do okręgu Mittelland.